# Zbór Kościoła Chrześcijan Dnia Sobotniego w Czeladzi
Zbór Kościoła Chrześcijan Dnia Sobotniego w Czeladzi – zbór chrześcijan dnia sobotniego w Czeladzi, z siedzibą przy ul. Sikorskiego 7.